# Pavetta mollis
Pavetta mollis är en måreväxtart som beskrevs av Adam Afzelius och William Philip Hiern. Pavetta mollis ingår i släktet Pavetta och familjen måreväxter. Inga underarter finns listade i Catalogue of Life.